# 佳山計劃
佳山計畫，又名「建安三號計畫」工程，地理位址約在花蓮港的北方，七星潭的南方，另有一部分在台東空軍志航基地石子山。將原本岩性為大南澳片岩帶的某座山頭挖空作為中華民國空軍的後備基地，可防傳統飛彈直接命中。

## 設施
為保護佳山基地，中華民國國軍於花蓮、壽豐及崇德一帶建立導彈基地，並有完整的指揮管制、通信及情報系統、與地下彈藥庫、油料庫及小型醫院等戰備設施。除主體工程外，並有條長約2500公尺的跑道從附近的花蓮空軍基地直通山洞機庫。執行任務的戰機一接到出擊命令，重達8噸的鐵門便會在60秒內打開，讓整備好的戰機迅速直接進入跑道升空。
佳山基地以中央山脈為屏障，並與海側的花蓮空軍基地、海軍軍港互為倚靠，加上台灣中油在附近建有多個大型儲油庫，已成為台灣東部軍事防衛要塞。東部地下空軍基地對於空軍的作用，除了可提供西部戰機降落，同時可隨時支援澎湖與金門，保衛台北、基隆。

## 歷史
據《中國時報》報導，中華民國國防部、空軍總司令部、聯合勤務總司令部和榮民工程處於1981年派遣7人小組，考察奧地利、瑞士和瑞典等國後採取新式「新奧工法」（The New Austrian Tunneling method，NATM，新奧地利隧道工法），以旁邊岩石本身的壓力與重量，讓附近挖空的隧道相抵消，使佳山基地即使位處地質鬆軟不穩的花蓮，也能承受7級強震。
- 1985年1月，動工。
- 1993年12月，基礎建設工程完工，至今規模保密，但根據國防部宣稱全部工程耗費超過新台幣400億元。
- 1996年，後又進行後續工程建設[2]。

## 相關作品
- 小說《必爭之地》（Fatal Terrain）作者：戴爾·布朗

## 外部連結
- 捍衛台灣的地下長城－佳山計畫 （页面存档备份，存于） - 1989年12月號《遠見雜誌》 第042期
- 榮工處與東台灣的建設 - 佳山計畫工程(73.05.20~81.06.26)  （页面存档备份，存于）